# Centrale nucleare del Bugey
La centrale nucleare del Bugey è una centrale nucleare francese situata a 25 km ad est di Lione, sul territorio del comune di Saint-Vulbas (Ain), sulla riva del Rodano, nella regione storica e geografica del Bugey.
L'impianto è composto da 4 reattori PWR operativi ("Bugey-2, -3, -4 e -5") e da 1 reattore GCR spento ("Bugey-1").